# Peugeot Type 160
La Peugeot Type 160 est un modèle automobile fabriqué par le constructeur français Peugeot en 1923.

## Historique
La Peugeot Type 160 est équipée d'un moteur 6 cylindres en ligne de 7 litres de cylindrée.

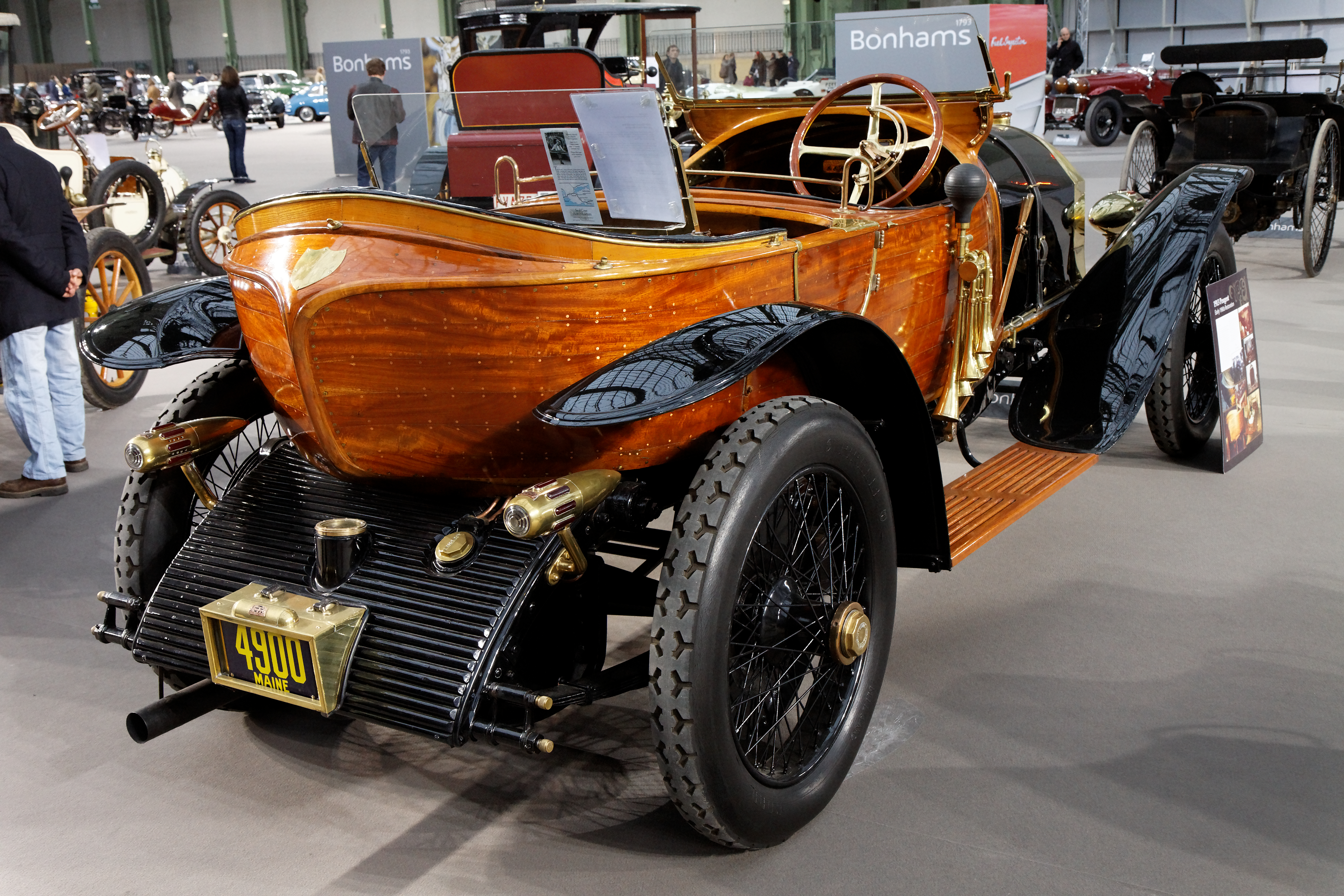
Peugeot type 160 Skiff par Jean-Henri Labourdette (1913) aux 110 ans de l'automobile au Grand Palais.